# 小松電気
小松電気株式会社（旧字体：小松󠄁電氣株式會社󠄁、こまつでんきかぶしきがいしゃ）は、明治末期から昭和戦前期にかけて存在した日本の電力会社である。北陸電力送配電管内にかつて存在した事業者の一つ。
本社は石川県能美郡小松町（現・小松市）。小松に電気を供給したほか、石川・富山両県の最大3地区でも電気事業を経営した。開業は1910年（明治43年）。1941年（昭和16年）、日本海電気を中心とする北陸地方の電力会社計12社の新設合併に参加し、北陸合同電気となった。

## 沿革

### 1910年代
小松電気は、地元小松の織部次右衛門らの発起により1908年（明治41年）12月1日に設立された電力会社である。資本金は10万円。1年半後の1910年（明治43年）4月1日に開業した。金沢市の金沢電気瓦斯に続く石川県下で2番目の電気事業者で、金沢市より10年遅れた開業であった。開業当初の電源は、吸入式ガス発動機という、燃料を不完全燃焼させて燃料ガスを発生させるガス発生装置と、その燃料ガスを吸入して作動するガス機関を組み合わせた機械を原動機とする、小規模な火力発電所であった。ただ使用期間は短く、翌1911年（明治44年）に金沢電気瓦斯が手取川に福岡発電所（後の福岡第一発電所）を建設すると、自社発電所を廃止して同社からの受電に転換した。
小松以外の地域でも事業を手掛けたのが小松電気の特色である。1911年（明治44年）12月16日、河北郡津幡町に津幡支社を、富山県下新川郡泊町（現・朝日町）に泊支社をそれぞれ開設。翌1912年（大正元年）10月5日泊支社、1913年（大正2年）7月2日津幡支社の順で開業した。さらに1914年（大正3年）4月5日、20万円の増資とともに珠洲郡木郎村（現・能登町）に能登支社を設置し、同年7月26日能登支社も開業した。逓信省電気局編纂の『電気事業要覧』記載設備要目によると、小松の本社で使われていた発電設備は泊支社へ転用され、さらに泊支社が富山電気（後の日本海電気）からの受電に転換すると能登支社へ転用されたようである。
第一次世界大戦中の大戦景気下で、小松電気についても電気の需要、特に電動機用電力の供給が増加した。電灯取付数が1915年（大正4年）に1万灯を越え、1919年（大正8年）には2万灯にまで拡大、電力供給は1919年（大正8年）に500キロワット近くまで伸長している。一方で金沢電気瓦斯からの受電電力はほぼ一定であったため、需要増加に応ずるべく1918年（大正7年）、自社水力発電所建設を立案した。場所は能美郡鳥越村（現・白山市）、手取川水系の大日川を開発する計画である。これは1921年（大正10年）12月、出力420キロワットの三ツ瀬発電所として完成した。この間の1919年（大正8年）7月、50万円の増資を決議している。

### 1920年代
1920年代に入ると、まず能登半島での電気事業統合に従い、1921年に新設された能州電気へと能登支社の事業を譲渡した。手続きは1月8日譲渡契約締結、1月27日支社廃止決議と進み、5月6日設備権利一切の引き渡しが完了した。以後、小松電気の事業地は小松・津幡・泊の3地区となっている。
1924年（大正13年）8月20日、（旧）小松電気は前年3月設立の内川電気株式会社との新設合併により、新会社・北陸電気株式会社を設立した。この新会社は設立同日、（新）小松電気株式会社に社名を変更している。この操作で小松電気は資本金500万円の会社となった。
その4年後の1928年（昭和3年）10月、犀川水系の内川にて出力960キロワットの小原発電所を完成させた。直後の同年12月、小松電気は富山市の電力会社日本海電気の関係会社となった。日本海電気が小松電気の株式9万株余りを買収したことで、創立以来の社長織部次右衛門ら役員が総退陣し、日本海電気の役員である金岡又左衛門や山田昌作らと交代したのである。小松電気の日本海電気傘下入りは、小原発電所の電力を日本海電気の送電線を利用して泊方面へ送電する目的からであった。
1924年5月、小松電気は金沢電気軌道など石川県下の電気事業者と連合して北陸共同電気という新会社を設立していた。これは富山県にて大規模電源開発を手掛ける日本電力から電力不足に悩む石川県側の事業者へと送電するための会社で、県境をまたぐ送電線を建設した。北陸共同電気の出現により、金沢市営電気（1921年に金沢電気瓦斯を買収し成立）からの受電は同社からの受電に切り替えられている。1929年6月末時点における北陸共同電気からの受電は小松地区で500キロワット、津幡地区で300キロワットであった（泊地区における日本海電気からの受電は67.14キロワット）。なお北陸共同電気は1929年10月富山県の高岡電灯に合併された。

### 1930年代以降
1935年（昭和10年）7月、子会社の雄谷川電力（後述）という電力会社が開業した。同社は手取川水系雄谷川に出力3,000キロワットの中宮発電所を建設。その発生電力全部を親会社である小松電気へと供給し始めた。小松電気では受電した電力のうち、特殊電力1,800キロワットを9月から日本電気冶金（現・新日本電工、小松工場ではフェロアロイを製造）へと供給している。
小松電気の供給実績は1930年代初頭には5万灯を超えていたが、1932年（昭和7年）10月に発生した小松町の大火により取付灯数の13.4パーセントが焼失し5万灯を割り込んだ。しかし影響は短期間であり、半年後には大火前の水準をほぼ回復している。また小口の電力供給については主力の織物業の好調に支えられて伸長し、1933年下期に2,000馬力、1936年下期には3,000馬力に到達した。
1938年（昭和13年）11月末時点における小松電気の供給実績は、電灯取付7万3934灯、小口電力3,462馬力（2,582キロワット）、電熱その他176キロワット、大口電力2,775キロワットであった。電灯数は全体の4割にあたる2万8552灯が小松町内に集中する。電力供給は小口の4割が織物業向けで、大口は日本海電気900キロワット・日本電気冶金1,800キロワット・小松電気鉄道75キロワットで構成されていた。一方電源については、1939年末時点では三ツ瀬・小原両発電所出力計1,380キロワットのほか、高岡電灯1,000キロワット・雄谷川電力3,000キロワット・金沢市営電気300キロワット・日本海電気890キロワット（津幡750キロワット・泊140キロワット）の受電があった。
1940年代に入ると、親会社日本海電気の主唱により北陸地方の電気事業を自主統合しようという動きが急速に進展する。その結果、日本海電気・高岡電灯・金沢電気軌道・小松電気・大聖寺川水電・越前電気の6社に雄谷川電力を含む各社の関係会社6社をあわせた合計12社の合併が取り決められた。1941年（昭和16年）3月10日に合併契約調印、3月29日株主総会における合併承認と手続きが進み、8月1日、新会社北陸合同電気株式会社発足に至る。この新設合併に伴い小松電気を含む旧会社12社は解散した。

### 年表
- 1908年（明治41年）
  - 12月1日 - 小松電気株式会社設立。
- 1910年（明治43年）
  - 4月1日 - 開業。
- 1912年（大正元年）
  - 10月5日 - 泊支社開業。
- 1913年（大正2年）
  - 7月2日 - 津幡支社開業。
- 1914年（大正3年）
  - 7月26日 - 能登支社開業。
- 1921年（大正10年）
  - 5月6日 - 能州電気へと能登支社の事業を譲渡。
  - 12月27日 - 三ツ瀬発電所運転開始。
- 1924年（大正13年）
  - 8月20日 - 内川電気と合併し北陸電気株式会社を新設。同社は即日小松電気株式会社（2代目）へ改称。
- 1928年（昭和3年）
  - 10月17日 - 小原発電所運転開始。
- 1930年（昭和5年）
  - 4月12日 - 雄谷川電力設立。
- 1935年（昭和10年）
  - 7月8日 - 雄谷川電力により中宮発電所運転開始。
- 1941年（昭和16年）
  - 3月10日 - 小松電気・雄谷川電力を含む北陸3県の12事業者で合併契約を締結。
  - 8月1日 - 北陸合同電気株式会社設立。小松電気は解散。
- 1942年（昭和17年）
  - 4月1日 - 北陸合同電気・京都電灯・日本電力の3社と金沢市営電気供給事業の出資・統合により北陸配電設立。

## 供給区域一覧
1937年（昭和12年）12月末時点における小松電気の電灯・電力供給区域は以下の通り。
| 石川県             | 石川県 |
| ------------------ | --- |
| 市部 （1市）       | 金沢市（一部） |
| 能美郡 （11町村）  | 小松町・牧村・安宅町・板津村・白江村・苗代村（一部）・金野村・西尾村・大杉谷村（現・小松市）、 鳥越村（一部）（現・白山市）、 根上町（一部）（現・能美市）         |
| 石川郡 （1村）     | 内川村（一部）（現・金沢市） |
| 河北郡 （12町村）  | 大場村・八田村・森本村・三谷村・花園村（現・金沢市）、 津幡町、井上村・中条村・英田村・笠谷村（一部）・倶利伽羅村（一部）（現・津幡町）、 宇ノ気村（現・かほく市） |
| 富山県             | |
| 下新川郡 （3町村） | 泊町・宮崎村（一部）・境村（現・朝日町） |

なお能州電気へ譲渡された能登支社区域における1919年末時点の供給区域は、鳳至郡宇出津町（現・能登町）、鳳珠郡小木村・木郎村（同左）、同郡宝立村・上戸村・飯田町・直村・正院村・蛸島村（現・珠洲市）であった。

## 発電所一覧
小松電気が運転していた発電所は以下の通り。あわせて、小松電気へ発電電力全量を送電していた他社発電所1か所についても記す。
| 発電所名   | 種別   | 出力 (kW) | 所在地・河川名                                            | 運転開始      | 備考                                |
| ---------- | ------ | --------- | --------------------------------------------------------- | ------------- | ----------------------------------- |
| 三ツ瀬     | 水力   | 420       | 能美郡鳥越村（現・白山市） （河川名：手取川水系大日川）   | 1921年12月    | （1965年7月廃止）                   |
| 小原       | 水力   | 960       | 石川郡内川村（現・金沢市） （河川名：犀川水系内川）       | 1928年10月    | （1984年10月廃止）                  |
| 小松       | ガス力 | 60        | 能美郡小松町（現・小松市）                                | 1910年4月     | 1911年廃止                          |
| 小松瓦斯力 | ガス力 | 60        | 能美郡苗代村（現・小松市）                                | 1921年3月     | 1932年廃止                          |
| 松波中央   | ガス力 | 60 →75    | 珠洲郡木郎村（現・能登町）                                | 1914年7月     | 1921年11月能州電気へ譲渡            |
| 泊町       | ガス力 | 60        | 富山県下新川郡泊町（現・朝日町）                          | 1912年10月    | 1913年廃止                          |
| 中宮       | 水力   | 3,000     | 石川郡吉野谷村（現・白山市） （河川名：手取川水系雄谷川） | （1935年7月） | 雄谷川電力が所有 現・北電中宮発電所 |

上記のうち廃止されていない3か所の水力発電所は北陸合同電気に移管され、1942年4月以降は北陸配電に帰属した。その後は1951年5月の電気事業再編成にていずれも北陸電力に継承されている。

## 子会社・雄谷川電力
子会社の雄谷川電力株式会社は、1930年（昭和5年）4月、東京市に設立された。前述の通り開業は1935年（昭和10年）7月であり、手取川水系雄谷川に出力3,000キロワットの中宮発電所を建設して出力全部を小松電気へと送電した。
この雄谷川電力は設立当初の段階では小松電気と資本関係がなかったが、開業1年前の1934年上期に小松電気は2万株（資本金100万円）のうち1,000株を持つ株主となり、さらに同年下期には8,500株まで持株を増やした。残り1万1,500株は飛島組（現・飛島建設）が保有していたが、開業後、事業経営上の便宜から残りの株式全部を小松電気で買収した。それを反映して1935年11月の株主総会で山田昌作ら小松電気の首脳陣が雄谷川電力の役員に就任、また雄谷川電力の本社も小松町の小松電気社内へと移転した。